# Adrián Guľa
Adrián Guľa (* 29. června 1975, Nováky, Československo) je bývalý slovenský futbalový záložník. Po ukončení hráčské kariéry se stal trenérem, naposledy vedl FC DAC 1904 Dunajská Streda. Výsledkem jeho trenérské práce je např. Milan Škriniar.
Jeho starším bratrem je fotbalový trenér Norbert Guľa.

## Klubová kariéra
Adrián Gul’a ve své profesionální hráčské kariéře hrál za kluby Prievidza, SFC Opava, FK Jablonec, Púchov, Viktoria Žižkov a FK Inter Bratislava.

## Trenérská kariéra
O hodně více úspěchů Adrián Guľa dosáhl jako trenér a působí s asistentem Mariánem Zimenem.

### FK AS Trenčín (2009–2013)
Guľa působil od listopadu 2009 do června 2013 na lavičce mužstva FK AS Trenčín, kterému postupně vštípil pohledný styl fotbalu a byl s ním i úspěšný, dokázal s ním postoupit ze druhé ligy.

### MŠK Žilina (2013–2018)
V létě 2013 odešel do MŠK Žilina, kde začal pracovat s mladými hráči. První sezóna 2013/14 byla seznamovací, Žilina se pohybovala těsně nad sestupovými příčkami a nakonec obsadila konečné 9. místo v 1. slovenské lize. Jeho tým se představil v Evropské lize 2013/14. Sezónu 2014/15 zahájilo jeho družstvo výtečně a po podzimní části se nacházelo na vedoucí příčce ligy. V jarní části sezóny však Žilina začala bodově ztrácet a obsadila konečné druhé místo za vítězným FK AS Trenčín.
 V sezóně 2016/17 se o něj zajímalo několik polských klubů a také AC Sparta Praha. Majitel MŠK Žilina Jozef Antošík jej neuvolnil a pojistil si jeho služby novou smlouvou do roku 2020. V ročníku 2016/17 Fortuna ligy dokázal Guľa získat se Žilinou titul.

### Slovenská fotbalová reprezentace do 21 let (2018–2019)
V sezóně 2018/19 působil jako hlavní trenér slovenské reprezentace do 21 let.

### FC Viktoria Plzeň
Od prosince 2019 působil jako trenér českého fotbalového klubu FC Viktoria Plzeň. Z funkce byl odvolán 9. května 2021.